# Dissidia: Final Fantasy
 Dissidia: Final Fantasy (яп. ディシディア ファイナル ファンタジー дісідіа файнару фантадзі:) — відеогра для PlayStation Portable, розроблена і видана Square Enix у 2008 році. Являє собою файтинг з персонажами ряду ігор Final Fantasy. У грі 22 ігрових персонажів — по одному позитивному і негативному героєві з кожної з десяти перших частин серії, з Final Fantasy по Final Fantasy XII, кожен з яких має універсальні навички і прийоми. Гравці можуть екіпірувати героя зброєю, шоломом, бронею і т. д. Два гравці можуть поєднати свої консолі через Wi-Fi і битися один з одним.

## Сюжет
Космос (Cosmos) богиня гармонії, Хаос (Chaos) бог руйнування. Крихку рівновагу було порушено і два боги зібрали героїв з усіх світів, щоб звести їх в жорстокій битві між добром та злом. Слуги хаосу отримали величезну силу, і герої майже пали. Чаша терезів схилилася в темну сторону, світи були розірвані на шматки. Але залишилися ті, що вижили, які вирішили дати відсіч силам темряви — їх доля була вирішена.

## Персонажі
Гра об'єднує головних героїв та лиходіїв Final Fantasy, кожному з них відведено свою роль у цій грі, але мета одна. Сюжет вимагає, щоб гравець пройшов першу частину гри за кожного героя. Усього в грі 22 персонажі, 11 добрих і 11 злих, два з них секретні, якими пограти, на жаль, можна буде тільки після закінчення основного сюжету (можна буде битися і проти головного лиходія, але тільки проти нього). 

Спеціальні атаки і комбо-удари можуть бути налаштовані в меню персонажа. Також, після боїв вони отримують Досвід (Exp) і Гілі (gil, валюта в FF). 

У кожного є своя спеціальна трансформація (С-Форма, або EX Mode). Наприклад, Сефірот з Final Fantasy 7 після активації С-Форми отримує чорне крило (як у Crisis Core і у фіналі оригінальної гри на PSX), при успішній ранящий атаці (квадратом) можливо зробити фінальне комбо, яке вимагає натиснення певної комбінації клавіш (для кожного персонажа різні). Також Сефірот отримує здатність «Жорстокий Ангел» (Heartless Angel) яка зменшує Волю ворога до 1, але блокує надходження Волі йому самому. Сесіл може за своїм бажанням перетворюватися з Темного Лицаря в Паладіна і навпаки. Також творці оснастили персонажів додатковими костюмами, які можна купити в магазині за ПБ (PP).

### Список Персонажів
| Герої                             | Оригінальна Гра         | Японський Актор озвучення | Англійський Актор озвучення |
| --------------------------------- | ----------------------- | ------------------------- | --------------------------- |
| Воїн Світла (Warrior of Light)    | Final Fantasy           | Тосіхіко Секі             | Грант Джордж                |
| Фіріон (Firion)                   | Final Fantasy II        | Хікару Мідорікава         | Джонні Енг Бош              |
| Цибулевий лицар (Onion Knight)    | Final Fantasy III       | Дзюн Фукуяма              | Аарон Спано                 |
| Сесіл Харві (Cecil Harvey)        | Final Fantasy IV        | Сідзума Ходосіма          | Юрі Ловенталь               |
| Барц Клаузер (Bartz Klauser)      | Final Fantasy V         | Соітіро Хосі              | Джейсон Спісак              |
| Терра Бренфорд (Terra Branford)   | Final Fantasy VI        | Юкарі Фукуі               | Наталі Лендер               |
| Клауд Страйф (Cloud Strife)       | Final Fantasy VII       | Такахіро Сакурай          | Стів Бертон                 |
| Скволл Леонхарт (Squall Leonhart) | Final Fantasy VIII      | Хідео Ісікава             | Дуг Ергольц                 |
| Зідан Трайбал (Zidane Tribal)     | Final Fantasy IX        | Ромі Паку                 | Брайс Пейпенбрук            |
| Тідус (Tidus)                     | Final Fantasy X         | Масакадзу Моріта          | Джеймс Арнольд Тейлор       |
| Шантотто (Shantotto)              | Final Fantasy XI        | Мегумі Хаясібара          | Кенді Міло                  |
| Космос (Cosmos)                   | Dissidia: Final Fantasy | Суми Сімамото             | Кетлін Макінерні            |

| Лиходії                           | Оригінальна Гра         | Японський Актор озвучення | Англійський Актор озвучення |
| --------------------------------- | ----------------------- | ------------------------- | --------------------------- |
| Гарланд (Garland)                 | Final Fantasy           | Кендзі Уцумі              | Крістофер Сабат             |
| Імператор (Emperor)               | Final Fantasy II        | Кеню Хоріуті              | Крістофер Корі Сміт         |
| Хмара Темряви (Cloud of Darkness) | Final Fantasy III       | Масако Ікеда              | Лаура Бейлі                 |
| Голбез (Golbez)                   | Final Fantasy IV        | Такесі Кага               | Пітер Бекмен                |
| Ексодес (Exdeath)                 | Final Fantasy V         | Таро Ісіда                | Джеральд Ріверс             |
| Кефка Палаццо (Kefka Palazzo)     | Final Fantasy VI        | Сігеру Тіба               | Дейв Віттенберг             |
| Сефірот (Sephiroth)               | Final Fantasy VII       | Тосіюкі Морікава          | Джордж Ньюберн              |
| Ультімеція (Ultimecia)            | Final Fantasy VIII      | Ацуко Танака              | Тасайя Валенца              |
| Куджа (Kuja)                      | Final Fantasy IX        | Акіра Ісіда               | Джей Ді Каллам              |
| Джект (Jecht)                     | Final Fantasy X         | Масуо Амада               | Грегг Бергер                |
| Габрант (Gabranth)                | Final Fantasy XII       | Акіо Ооцука               | Кейт Фергюсон               |
| Хаос (Chaos)                      | Dissidia: Final Fantasy | Норіо Вакамото            | Кейт Девід                  |

## Магазини
У грі існує 2 магазини. Нові речі в них з'являються в міру проходження гри.

### PP Catalog
Тут можна купити лиходіїв (Хоча в сюжетній лінії проти них і б'ються, купувати них потрібно для битви в звичайних битвах), поліпшення бонусів (в залежності, від дня може зростати кількість досвіду отриманого в битвах, наприклад), і багато іншого, що не має до битвам особливого значення.
Самі PP купуються в битвах не залежно від її результату. Зайти в PP Catalog можна з головного меню.

### Gil Shop
У цьому магазині можна купувати спорядження для персонажів. Варто зауважити, що далеко не кожну річ може одягти той чи інший герой. Речі отримуються не тільки просто за Gil-і, але і за обмін, тобто щоб отримати одну річ треба віддати кілька інших речей. На відміну від PP Catalog, тут речі можна і продавати. Самі Gil-і отримуються в разі перемоги у битві. Зайти в магазин можна з будь-якого меню налаштування (Customization) персонажа.

## Геймплей
Битви в Dissidia Final Fantasy проходять на тривимірній майданчику, де персонажі можуть виконувати спеціальні маневри, щоб атакувати свого ворога. Багато предметів і ландшафт руйновані, і цим можна скористатися. 

Як і в багатьох іграх, мета гравця — вбити супротивника, знизивши його ЗД (HP) до нуля. Кожному персонажу на початку бою дається певна кількість Волі (Бали Волі, BP, Brave Points), після кожної рани () лічильник обнуляється, і заповнюється до певної планки. (Залежить від Рівня (Lv.) і спорядження Персонажа) Чим більше Волі, тим сильніша атака. Якщо використовувати вольову атаку (), то ЗД супротивника не зменшується, зате його Воля перекачується гравцеві. Якщо у супротивника Воля падає до нуля (Злам, Break mode) то гравець можете дати завдати критичне ушкодження.

## Розробка
6 квітня 2007 компанія Square Enix зареєструвала марку «Dissidia», без жодного натяку на Final Fantasy. Деякі фанати стали припускати, що гра буде входити в серію Fabula Nova Crystallis Final Fantasy. Остаточно все стало відомо 8 травня 2007, коли Dissidia: Final Fantasy отримала власний офіційний японський сайт. 

Гра була розроблена Есінорі Кітасе, музика написана Такехару Ісімото (у створенні саундтреків брала участь група Your Favorite Enemies), створенням відео зайнявся Такесі Нодзуе. 

Тецуо Номура — відповідального за персонажів, які були створені з ілюстрацій Еситака Амано. Номура дав інтерв'ю японському журналу «Фаміцу», де повідомив, що Тідус буде молодший, ніж в Final Fantasy X, а також те, що на роль лиходія був обраний Джект замість Сеймура. Хоча Сеймур з'являвся частіше в грі, але Джект, як батько Тідуса, підійшов на роль набагато краще.